# 순창 남계리 석장승
순창 남계리 석장승(淳昌 南溪里 石長栍)은 대한민국 전북특별자치도 순창군 순창읍 남계리, 순창문화회관 뒤뜰에 있는 조선시대의 석장승이다. 1979년 1월 23일 대한민국의 국가민속문화재 제102호로 지정되었다.

## 개요
순창읍 남계리에 홀로 서있는 돌장승이다. 원래는 한 쌍으로 세워졌던 듯하나 지금은 하나만 남아 있다.
순창읍에서 남원으로 가는 길의 개울둑을 타고 200m쯤 가면 돌장승이 서 있으며 마을의 평화와 주민들의 건강을 비는 뜻으로 세운 것이다. 풍수지리설에 따라 마을 북쪽의 기(氣)가 약해서 북풍을 막기 위한 숲을 만들고 근처에 마을을 지키기 위해 세웠는데, 지금은 숲이 벌채되어 논으로 만들어진 상태이다.
커다란 자연석을 사용하여 앞부분만 조각한 이 장승은 성인 남자의 키와 비슷하다. 전체적으로 살찌고 무거운 모습이며 옆으로 찢어진 가는 눈, 가늘고 손상된 코에 입은 작으면서 장난스럽게 혀를 조금 내민 모습이다. 이마와 양 볼에 둥근 점을 튀어나오게 조각하였는데 주민들은 이 장승을 남장승이라고 하지만 볼의 혹이 연지 찍은 모습을 연상하게 해 여장승으로도 보여진다. 제주도의 돌하루방처럼 양손이 표현되었는데 손가락까지 뚜렷하다. 보통 장승이 얼굴 부분만 표현한 것과는 달리 손가락 등을 조각해서 사실적으로 나타낸 것이 특이하다.
이 장승은 조선시대에 만들어졌다고 하나 정확한 연대는 알 수 없다. 형식에 얽매이지 않고 토속적이고 민중적인 예술작품이라는 점에서 연구가치가 있는 민속자료이다.

## 같이 보기
- 장승
- 순창 충신리 석장승

## 참고 자료
- 순창 남계리 석장승 - 국가유산청 국가유산포털